# Cypripedium irapeanum
The Irapeao's Cypripedium or Pelican Orchid (Cypripedium irapeanum) là một loài lan Cypripedium.

## Hình ảnh

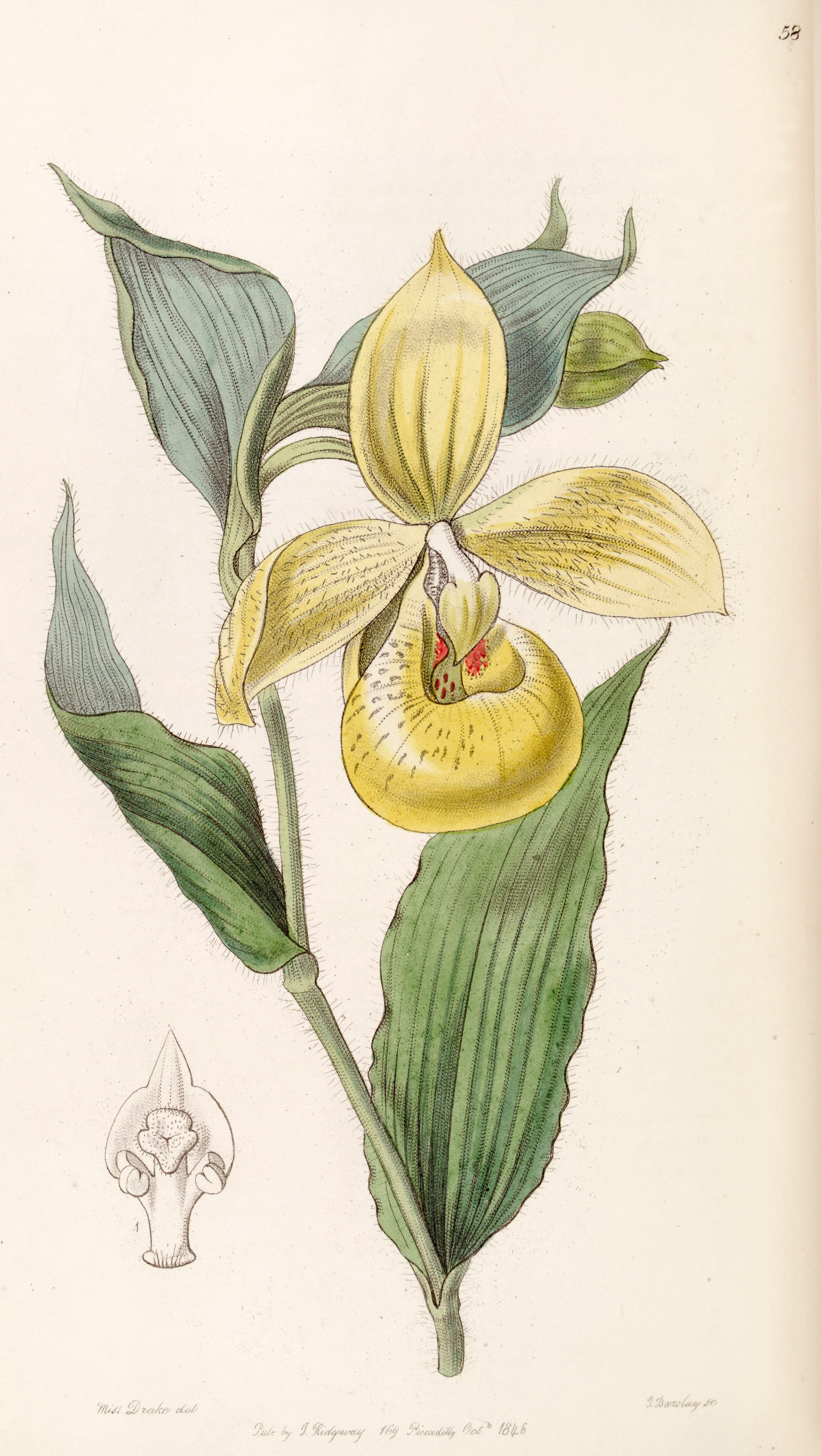